# Poriče
Poriče är ett samhälle i Bosnien och Hercegovina.   Det ligger i entiteten Federationen Bosnien och Hercegovina, i den centrala delen av landet, 80 km väster om huvudstaden Sarajevo. Poriče ligger 643 meter över havet och antalet invånare är 539.
Terrängen runt Poriče är lite bergig.  Närmaste större samhälle är Bugojno, 4,0 km öster om Poriče. 
Omgivningarna runt Poriče är en mosaik av jordbruksmark och naturlig växtlighet. Runt Poriče är det ganska tätbefolkat, med 93 invånare per kvadratkilometer.